# Tarkus (banda)
Tarkus fue una banda peruana de hard rock formada en 1972 en Lima, Perú. Estaba integrada por los peruanos Alex Nathanson en guitarra y voz, Walo Carillo en batería, ambos provenientes de la banda Telegraph Avenue y los argentinos Guillermo Van Lacke en bajo y Dario Gianella en guitarra.

## Historia

### Nacimiento del Heavy Metal en español (1972)
La historia de la banda empieza en el verano de 1972, Walo Carrillo, aún baterista de Telegraph Avenue es arrestado momentos previos a un concierto con lo cual sus compañeros tocaron en su reemplazo con otro baterista, al salir de la cárcel luego de unos días, este ya no fue recibido. Meses atrás Walo había conocido en la Plaza San Martín al argentino Guillermo Van Lacke con quien ya habían entrado a los Estudios MAG y acompañado en algunos conciertos a Telegraph y lo invitaría a formar un nuevo proyecto, éste se entusiasmó y prometió ir a su país y regresar con un guitarrista. En Argentina Guillermo convenció a un joven guitarrista llamado Darío Gianella de ir a Perú. Luego de algunos días arribarían al Perú con algunas canciones que ambos compusieron durante su viaje. 
Al llegar a casa de Walo los primeros grupos que escucharon fueron Black Sabbath, Led Zeppelin y Almendra los cuales serían las principales influencias de la banda. 
Invitaron a Álex Nathanson a formar parte y le pidieron que cantase con un estilo operístico, con lo cual la banda ya estaba formada. El ingeniero de sonido Carlos Manuel Guerrero al enterarse de que era una banda sudamericana internacional decidió apoyarlos sin antes escuchar nada sobre este nuevo proyecto, para luego partir de viaje y volver luego de unos meses cuando Tarkus ya había grabado.
Su primer disco fue grabado por la discográfica MAG, pese a la sorpresa del dueño de los estudios, el álbum salió pues ya había un contrato firmado y se imprimieron pocas copias del LP, cuya portada es totalmente negra, como luego sería el Back In Black de AC/DC o el Black Album de Metallica. El debut oficial se realizaría en el cine El Pacífico (aunque la banda ya había tocado en vivo bajo el nombre de Telegraph pero siendo Tarkus en Chiclayo, Trujillo, Chimbote y Colegios como Roosevelt de Miraflores) pero poco antes del debut oficial Darío abandona la banda, con lo cual Tarkus nunca debutó oficialmente. Al poco tiempo se disolvería con lo cual sólo duró unos 7 meses. Sin embargo, en este corto tiempo lo que lograron plasmar es quizás uno de los más valiosos testimonios que quedaron de aquel tiempo cuando el rock incendió los distritos limeños de Jesús María, Lince, Pueblo Libre y Magdalena para luego desaparecer sin dejar rastro.

### Reunión (2007)
En 2007 la banda se volvió a reunir esta vez ante la desaparición de Darío Gianella, el puesto de guitarrista fue ocupado por Christian Van Lacke y Alex Nathanson ocupó el puesto de bajista, realizaron algunas presentaciones en TV, la banda empezó los ensayos pues aun conservaban las letras de lo que iba a ser su segundo disco. Sin embargo Álex Nathanson se fue del país para seguir haciendo música, Walo y Christian decidieron seguir e incluir parte de ese material en el disco debut de Tlön, grupo conformado por Walo Carrillo y Christian Van Lacke, con esta banda grabaron tres discos editados en Alemania.

## Discografía
Álbum de estudio
- Tarkus (MAG 1972)
- Tarkus2 (Natanson Music Productions 2008)